# Луций Хедий Руф Лолиан Авит
Луций Хедий Руф Лолиан Авит (на латински: Lucius Hedius Rufus Lollianus Avitus) e политик и сенатор на Римската империя през началото на 2 век.
Родината на Хедиите е вероятно Поленция в Лигурия, Италия. От тази област произлиза и Пертинакс, който е много близък с тази фамилия.
През 114 г. Хедий е суфектконсул заедно с Луций Месий Рустик. Той е баща на Луций Хедий Руф Лолиан Авит (консул 144 г.).